# أنتوني سيمونز
أنتوني سيمونز (بالإنجليزية: Anthony Simmons)‏ هو لاعب كرة قدم أمريكية أمريكي، ولد في 20 يونيو 1976 في سبارتانبرغ في الولايات المتحدة.

## وصلات خارجية
- أنتوني سيمونز على موقع مرجع كرة القدم المحترفة.كوم (الإنجليزية)